# 1693
Епоха великих географічних відкриттів •  Перша наукова революція • Річ Посполита •  Запорозька Січ •  Руїна

## Геополітична ситуація
Османську імперію очолює Ахмед II (до 1695). Під владою османського султана перебувають Близький Схід та Єгипет, Середземноморське узбережжя Північної Африки, частина Закавказзя, значні території в Європі: Греція, Болгарія і Сербія. Васалами османів є Волощина та Молдова.
Священна Римська імперія — наймогутніша держава Європи. Її територія охоплює, крім німецьких земель, Угорщину з Хорватією, Трансильванію, Богемію, Північну Італію. Її імператор — Леопольд I Габсбург (до 1705).
На передові позиції в Європі вийшла Франція, на троні якої сидить король-Сонце Людовик XIV (до 1715). Франція має колонії в Північній Америці та Індії.
Габсбург Карл II Зачарований є королем Іспанії (до 1700). Йому належать Іспанські Нідерланди, південь Італії, Нова Іспанія, Нова Гранада та Нова Кастилія в Америці, Філіппіни. Королем Португалії є Педру II (до 1706). Португалія має володіння в Бразилії, в Африці, в Індії, в Індійському океані й Індонезії.
Північ Нідерландів займає Республіка Об'єднаних провінцій. Вона має колонії в Північній Америці, Індонезії, на Формозі та на Цейлоні. Король Англії — Вільгельм III Оранський (до 1702). Англія має колонії в Північній Америці, на Карибах та в Індії. Король Данії та Норвегії — Кристіан V (до 1699), король Швеції — Карл XI (до 1697). На Апеннінському півострові незалежні Венеціанська республіка та Папська область. Король Речі Посполитої — Ян III Собеський (до 1696). Формально царями Московії є Іван V (до 1696) та Петро I, фактичну владу за відсутності Петра та байдужості Івана здійснює Наталія Наришкіна.
Україну розділено по Дніпру між Річчю Посполитою та Московією. Діють два гетьмани: Самійло Самусь (польський протекторат) на Правобережжі, Іван Мазепа (московський протекторат) на Лівобережжі. На півдні України існує Запорозька Січ. Існують Кримське ханство, Ногайська орда.
В Ірані правлять Сефевіди.
Значними державами Індостану є Імперія Великих Моголів, в якій править Аурангзеб, Імперія Маратха. В Китаї править Династія Цін. В Японії триває період Едо.

## Події

### Європа
- Війна Аугсбурзької ліги
  - 18 травня французькі війська напали на Гайдельберг, а 22 травня здобули його.
  - 27 червня французький флот виграв у англо-нідерландського битву поблизу Лагоса біля берегів Португалії.
  - 29 липня французи перемогли в битві при Ландені.
  - 11 жовтня французи здобули Шарлеруа.
- Серед швейцарських анабаптистів стався розкол. Послідовники Якоба Амманна утворили секту, яка дістала назву аміші.
- 11 січня; землетрус на Сицилії, найсильніший в історії Італії магнітудою 7,4 бала, забрав 60 тис. життів.
- Московський цар Петро I почав будувати флот в Архангельську.
- Нідерландці захопили місто Пондішері в Французькій Індії.

### В Україні
- Кошовим отаманом Запорозької Січі обрано спочатку Івана Гусака, а потім Семена Рубана.

### Наука та культура
- 27 червня в Лондоні вийшов друком перший жіночий журнал — «The Ladies' Mercury»
- Джон Лок опублікував «Думки про виховання».
- Димитрій Кантемір написав для османського султана Ахмеда II трактат про структуру османської музики.
- Засновано Коледж Вільяма і Мері у Вірджинії.

## Народились
див. також Категорія:Народились 1693
- 7 лютого — Анна Іванівна, російська імператриця між 1730 та 1740 роками.
- Березень — Джеймс Брадлей, англійський астроном.

## Померли
див. також Категорія:Померли 1693